# Clipperton-sziget
A Clipperton-sziget (franciául Île de Clipperton, ritkábban Île de la Passion) lakatlan, mindössze 7 km² területű atoll, a Csendes-óceán keleti részén, 1300 km-re délnyugatra Mexikó partjaitól. Franciaország külbirtoka.
Habár több mint 115 halfajt azonosítottak a szigethez tartozó vizeken, az egyedüli gazdasági tevékenység a tonhalhalászat. Egyéb természeti kincs nem található a környéken.

## Földrajz
A gyűrű alakú sziget teljesen körbezárja a belső lagúnát, kerülete 8 km, legmagasabb pontja a Clipperton-szikla (21 m). A szárazföldi terület 1,7 km².

## Történelem
A szigetet eredetileg Ferdinand Magellan fedezte fel 1521-ben, de a nevét az angol kalózról, John Clippertonról kapta, aki a spanyolok elleni harcok során rejtekhelyként használta a szigetet a 18. században.
1708-ban két francia hajó, a La Princesse és a La Découverte érte el a szigetet, majd elnevezték Île de la Passion-nak és a francia korona nevében birtokba vették. Az első tudományos expedíció a szintén francia M. Bocage nevéhez fűződik, aki 1725-ben néhány hónapig a szigeten élt.

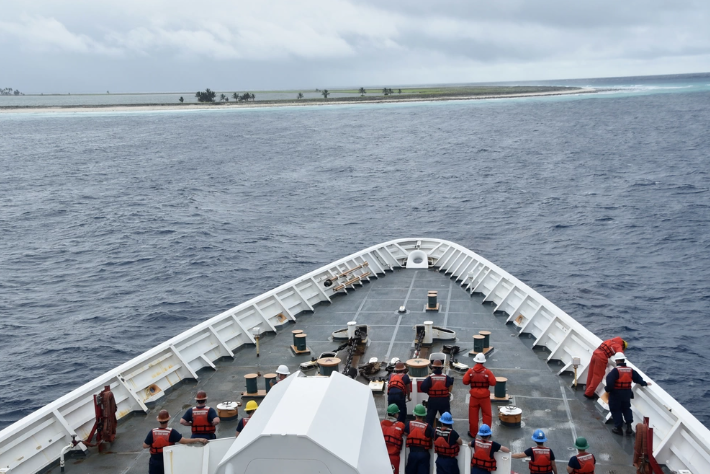
Az Amerikai Parti Őrség hajója drograzzián a Clipperton-szigetnél

Az American Guano Mining Company az 1856-os Guano Islands Act alapján jogot formált a szigetre az Amerikai Egyesült Államok nevében. Ez a lépés az Oceanic Phosphate Company és Mexikó között zajló 1848-1849-es területi vita folytatásának tekinthető.
1858. november 17-én III. Napóleon császár a francia gyarmatbirodalom részévé nyilvánította a szigetet.
Mexikó továbbra is magának követelte a szigetet, ezért 1897-ben katonai helyőrséget létesített rajta, de az amerikai katonák könnyen elfoglalták az 1898-as spanyol–amerikai háború során.
1906-ban a brit Pacific Island Company foszfátbányát létesített a szigeten, a mexikói kormány jóváhagyásával. Ugyanebben az évben egy világítótornyot építettek Porfirio Díaz mexikói elnök rendeletére és Ramón Arnaud kapitány irányítása alatt katonákat küldtek a szigetre. 1914-ben már több mint száz ember (férfiak, nők és gyerekek) élt a szigeten. Kéthavonta érkezett egy utánpótlással megrakott hajó Acapulcóból, de a mexikói forradalom kitörése után nem küldtek több hajót, a szigetlakók magukra maradtak.
1915-re a szigetlakók többsége éhen halt, a túlélők pedig megpróbáltak felkérőzni az amerikai haditengerészet arra járó Lexington nevű hajójára, de a sziget mexikói katonai parancsnoka megtiltotta az evakuálást.
1917-re a férfiak többsége meghalt, a legtöbben akkor, amikor sikertelenül próbáltak eljutni a szárazföldre, hogy segítséget kérjenek. A világítótorony őre, Victoriano Álvarez maradt az egyedüli férfi a szigeten, 15 nő és gyerek társaságában. Álvarez azonnal királlyá nyilvánította magát és nemi erőszakkal, gyilkosságokkal teli ámokfutásba kezdett, mígnem őt is megölték.
1917. július 18-án, nem sokkal Álvarez halála után, a túlélő négy nőt és hat gyereket fedélzetére vette a USS Yorktown amerikai ágyúnaszád.
A sziget hovatartozása továbbra is vitatott volt Franciaország és Mexikó között, döntőbírának a Vatikánt kérték fel 1930-ban. A Vatikán a megbízatást továbbadta III. Viktor Emánuel olasz királynak, aki egy évvel később Franciaországnak ítélte a szigetet. A franciák újjáépítették a világítótornyot és helyőrséget létesítettek a szigeten, mely hét éven át működött.
Az 1930-as évek végén Franklin D. Roosevelt amerikai elnök kétszer is járt a szigeten, mivel az amerikaiak repülőteret akartak ott építeni. 1944-ben Roosevelt elnök utasítást adott a sziget elfoglalására. A háború után az amerikaiak elhagyták a szigetet.
1962-ben, Algéria függetlenné válásával Franciaország elvesztette a Szaharában található, kísérleti atomrobbantásokra alkalmas területeit, ezért megvizsgálták annak a lehetőségét, hogy a Clipperton-sziget és környéke alkalmas lenne-e atomrobbantások végrehajtására, de a tervet elvetették.